# Glogovac, Bijeljina
Glogovac är ett samhälle i Bosnien och Hercegovina.   Det ligger i entiteten Republika Srpska, i den östra delen av landet, 120 km nordost om huvudstaden Sarajevo. Glogovac ligger 109 meter över havet och antalet invånare är 499.
Terrängen runt Glogovac är platt.Närmaste större samhälle är Bijeljina, 7,3 km norr om Glogovac. 
Trakten runt Glogovac består till största delen av jordbruksmark. Runt Glogovac är det ganska tätbefolkat, med 96 invånare per kvadratkilometer.